# Trest smrti v Keni
Trest smrti v Keni je legální forma trestu. Poslední poprava byla v Keni vykonána v roce 1987, kdy byli za velezradu oběšení Hezekiah Ochuka a Pancras Oteyo Okumu, vůdci pokusu o státní převrat, ke kterému došlo v roce 1982. Od poslední popravy prezidenti Keni čas od času změnili všechny rozsudky z trestu smrti na doživotí. Diskuze o definitivním zrušení trestu smrti v zemi však neprobíhá. I nadále jsou vynášeny nové rozsudky smrti. Například v červenci 2013 byl k trestu smrti odsouzen Ali Babitu Kololo za svou roli ve vraždě a únosu dvou britských turistů. V roce 2014 byla k trestu smrti odsouzena zdravotní sestra poté, co byla usvědčena z provedení potratu ženě, která následně zemřela.

## Historie
Trest smrti byl na keňském území zaveden v roce 1893 britskou koloniální vládou. Popravy byly v prekoloniálních komunitách, které přikládaly hodnotu restorativní spravedlnosti, vzácné. Obecně platí, že většina afrických komunit nepoužívala rozsudky smrti jako součást výkonu spravedlnosti s výjimkou pachatelů, kteří se opakovaně "stali nebezpečnými za hranice únosnosti svých bližních". Trestní zákoník vytvořený Brity stanovil mandatorní trest smrti za vraždu, velezradu a ozbrojenou loupež. Během povstání Mau Mau bylo zdokumentováno 1090 poprav provedených koloniální vládou.
Po pokusu o státní převrat v roce 1982 byli Hezekiah Ochuka, Pancras Oteyo Okumu a další dva strůjci převratu usvědčeni z velezrady, odsouzeni k trestu smrti a následně v červenci 1987 oběšeni.
V roce 2016 prezident Uhuru Kenyatta změnil rozsudky smrti 2747 vězňů čekajících v cele smrti na doživotí. Prezident Mwai Kibaki provedl podobnou akci v roce 2009. Tehdy byl trest smrti na doživotí změněn 4000 vězňům. Cílem jeho kroku bylo donutit dotyčné vězně k fyzické práci, z níž jsou odsouzenci čekající na smrt osvobozeni. V roce 2017 Nejvyšší soud Keni zrušil povinný trest smrti a prohlásil jej za protiústavní. V letech 2018 až 2019 začala kolovat zpráva, že brzy vláda oznámí svůj záměr znovu zavést trest smrti za pytláctví. Tato zpráva však nebyla potvrzena a vláda to ani nemá v úmyslu.